# Schifffahrtskrisen
Der Begriff Schifffahrtskrise benennt eine wirtschaftliche Krise in der Seeschifffahrt als Teil der Handelsschifffahrt. Überregionale oder gar globale Schiffahrtskrisen haben sich in den letzten Jahrzehnten aus verschiedenen Ursachen entwickelt. Eine wichtige Ursache ist jedoch der relativ lange Planungs- und Investitionszyklus von Schiffsneubauten, der zum simultanen Auftreten von Überangeboten führt.

## Der Krisenmechanismus
Während einer Schifffahrtskrise übersteigt das Angebot die Nachfrage; mit den niedrigen Raten (Charterrate = Mietpreis für ein Schiff; Frachtrate = Transportpreis pro Einheit eines Gutes) können die betroffenen Schiffe bzw. Reedereien nicht kostendeckend fahren. Viele fahren nur, wenn die Einnahmen höher als die variablen Kosten sind, wenn also ein Deckungsbeitrag erzielt wird.

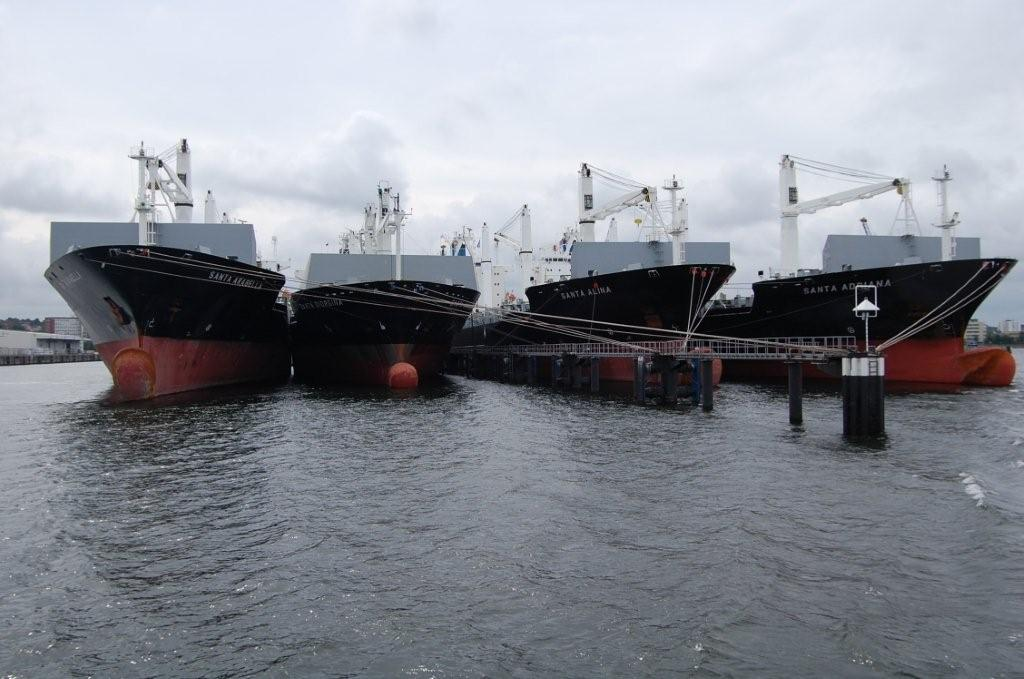
Auflieger im Kieler Hafen, 2009

Typischerweise werden daher während einer Schifffahrtskrise Schiffe zeitweise außer Betrieb genommen (Fachjargon: Auflieger). Manchmal geht ein mehrere Jahre dauerndes Aufliegen der späteren Verschrottung eines Schiffes voraus. Ab einer gewissen Aufliegedauer sind die Versicherungen zu einer Reduzierung der Versicherungsprämie bereit.
Krisen in der Seeschifffahrt betreffen große Gebiete, weil Seeschiffe mobil sind. Wenn es ein Schiffs-Überangebot in einem Fahrtgebiet gibt, können Schiffe auf andere Fahrtgebiete / Handelsrouten ausweichen. Dadurch steigt dort das Angebot, was aufgrund der hohen Preiselastizität in der Regel zu sinkenden Frachtraten führt.
Auch bei Ersatz einer Technikgeneration durch die nächste (Segelschiffe durch Dampfschiffe, Dampf- oder Turbinenschiffe durch Schiffe mit Dieselantrieb, Stückgutfrachter durch Containerschiffe, Einhüllen- durch Zweihüllentanker usw.) oder kleinerer Einheiten durch eine neue Generation größerer Fahrzeuge kommt es zu einem Überangebot an billigen, wirtschaftlich bereits abgeschriebenen Gebrauchtschiffen. Diese können ohne hohe Verluste weiterhin aufliegen, so dass die Altkapazitäten erhalten bleiben.
In der Regel folgen auf Schifffahrtskrisen Werftenkrisen, da bei anziehendem Seetransportgeschäft zunächst die Auflieger reaktiviert oder Gebrauchtschiffe aus dem Bestand insolventer Reedereien gekauft werden. Jan Tinbergen hat gezeigt, dass das Angebot an Frachtraum wegen der relativ langen Planungs- und Bauzeiten von Schiffsneubauten einem Schweinezyklus-ähnlichen Muster unterliegt.

## Schifffahrtskrisen in der Vergangenheit
In der Vergangenheit gab es immer wieder Schifffahrtskrisen, die meist, aber nicht immer mit allgemeinen Wirtschafts- und Welthandelskrisen zusammenfallen. Während die Krisen in Nordeuropa bis 1825 meist durch Kriege und Kriegsfolgen bedingt waren, wirkten von 1860 bis zum Ersten Weltkrieg vor allem technologische Innovationen krisentreibend. Nach 1930 und 2008 war die Wirkung globaler Wirtschaftskrisen stark spürbar. Dem Schifffahrtshistoriker Martin Stopford zufolge war die Krise von 2008–14 bereits die 22. seit Mitte des 18. Jahrhunderts. Die fortschreitende Globalisierung führte immer häufiger zu globalen als zu nationalen Seeschifffahrtskrisen; allerdings können sie von Segment zu Segment (z. B. Tankschifffahrt, Trockenschifffahrt) unterschiedlich ausgeprägt sein. Der Tankfrachtenmarkt wird besonders durch politische Krisen sowie durch den erhöhten Mineralölbedarf im Winter beeinflusst. Auch in der Trampschifffahrt und bei saisonabhängigen landwirtschaftlichen Produkten ist die Volatilität der Frachtraten sehr hoch. Seit der Finanzkrise 2008 befindet sich die weltweite Containerschifffahrt fast andauernd im Krisenmodus; 2016 spitzte sich die Situation erneut zu, Ende 2018 wurde sie für beendet erklärt.
Beispiele für frühere Krisen sind
im 18. und 19. Jahrhundert
- die krisenhafte Zeit der Revolutionskriege 1792/96 mit dem Höhepunkt 1793 und der Kontinentalsperre 1806–1812, die zum Zusammenbruch eines Teils der Seeschifffahrt in England, Spanien, Norwegen,[2] Deutschland und den Niederlanden führte. Besonders schwer betroffen war Liverpool. Neutrale Seehäfen wie Hamburg profitierten zunächst von diesen Unruhen und Kriegen. Hamburg und Altona waren jedoch später durch die englische Blockade 1799, die Frankreichs Verbündeten Dänemark galt, sowie durch die französische Besetzung seit 1806 besonders hart betroffen.[3] Durch die Krise wurde auch die Flussschifffahrt auf dem Kontinent erheblich geschädigt. Beispielsweise war seit 1807 ein Einbruch der Flussschifffahrt auf der Weser zu verzeichnen, der zum Ruin vieler Schiffer führte.[4]
- die von England ausgehende Handelskrise 1847/48, die durch Eisenbahn-, Getreide- und Ostasienspekulationen ausgelöst wurde und zu einer massiven Geldknappheit führte. Von Einbruch des Handels wurde auch die Schifffahrt auf dem Kontinent und sogar die deutsche Flussschifffahrt betroffen, die zudem unter der Konkurrenz des Ausbaus des deutschen Eisenbahnnetzes litt.[5]
- die Handelskrise 1857/58 (die „erste Weltwirtschaftskrise“) nach dem Krimkrieg. Während des Krieges 1853–1856 hatten europäische, vor allem deutsche Reeder amerikanische Clipper aufgekauft, um Weizen zu importieren, so dass in den USA Transportkapazitäten knapp wurden. Viele Neubauten wurden auf Kiel gelegt. Unmittelbar nach Kriegsende brach eine Handelskrise in den USA und Europa aus.[6] Der Weizenexport aus den USA nach Europa brach zusammen, da nach dem Krieg billiger russischer Weizen den Markt überschwemmte. Hierdurch fielen Weizenpreise und Frachtraten in den USA.[7] Die Krise in den USA wurde durch den Untergang der Central America mit mehreren Tonnen Gold, das der Stützung der nordamerikanischen Wirtschaft dienen sollte, noch verschärft. Gleichzeitig machte in Großbritannien die Eisenbahn dem Kohletransport per Schiff zunehmend Konkurrenz, so dass die Frachtraten für Kohle einbrachen.[8] Diese Krise traf insbesondere das spekulative Investment in den holländischen Schiffbau; allerdings ging die holländische Küsten- und Trampschifffahrt nach 1860 mit einer neuen Eigentümerstruktur gestärkt aus der Krise hervor.[9]
- die Strukturkrise nach der Eröffnung des Sueskanals 1869, durch den sich die Transportzeiten im Asienhandel erheblich verkürzten und Überkapazitäten an Segelschiffen entstanden. Gleichzeitig kam der Neubau von Dampfschiffen vor allem in der sogenannten kleinen Fahrt hinzu, also an den europäischen Küsten und im Mittelmeer. Um konkurrenzfähig zu bleiben, mussten Schiffsgrößen und Bauverfahren der Segelschiffe auf großer Fahrt in relativ kurzer Zeit angepasst werden (Stahlrumpf, Kompositbau, vier Masten, Durchschnittsgröße um ca. 1000 BRZ). Auf der Ostasienroute wurden erstmals Dampfschiffe mit über 2000 BRZ und energiesparenden Verbunddampfmaschinen eingesetzt, die die Fahrzeiten erheblich verkürzten und wegen des geringeren Kohleverbrauchs zur Erhöhung der Zuladung führten.[10] insbesondere die kleinen kapitalschwachen Partenreedereien der Ostseehäfen konnten mit dieser Entwicklung nicht mehr mithalten und keine stählernen Segelschiffe bzw. Dampfschiffe finanzieren.
- die erste Phase (1873–1876) der Gründerkrise, die durch Einbrüche im Welthandel und Deflation mit fallenden Warenpreisen pro Tonne und entsprechend fallenden Frachtraten gekennzeichnet war. Diese gingen in der Ostasienfahrt von 1873 bis 1880 um mehr als 30 % zurück.[11] Die Zahl der Auswanderer aus Deutschland sank, weil die wirtschaftliche Situation hier im internationalen Vergleich noch relativ günstig war. Die Folge war ein ruinöser Preiskampf, in deren Folge z. B. die erst 1872 gegründete Deutsche Transatlantische Dampfschiffahrts-Gesellschaft mit ihren drei modernen Dampfschiffen 1875 an die Hapag verkauft werden musste. Diese Krise gilt als die schwerste deutsche Schifffahrtskrise der Vergangenheit. Der Seehandel konzentrierte sich in deren Verlauf in Deutschland immer stärker auf die Häfen Hamburg und Bremen.

im 20. Jahrhundert
- die Krise von 1906 bis 1908, die vor allem die amerikanische und britische Seeschifffahrt betraf, wobei das Jahr 1907 den Tiefpunkt der Frachtratenentwicklung vor dem Ersten Weltkrieg markierte.[12] Sie führte u. a. zur Gründung des Verbandes Deutscher Reeder (VDR).
- die Zeit nach dem Ersten Weltkrieg von 1920 bis 1924, als die Nachfrage nach Frachtraum sank, während gleichzeitig die Kriegsverluste durch Neubauten ersetzt wurden – teils durch deutsche Schiffe, die 1919/20 als Reparation abgeliefert werden mussten.[13] Ein lokaler Aspekt dieser Krise war der zeitweise Einbruch der deutschen Fischereiindustrie 1923 nach einem durch Mangel an tierischem Protein bedingten hohen Niveau des Fischverzehrs im Ersten Weltkrieg, der schlagartig zurückging, während es nach dem Ersten Weltkrieg zu einer regen Neubautätigkeit von Trawlern gekommen war.[14]
- die Weltwirtschaftskrise 1929–1934: Die massive Subventionierung der Weltschifffahrt seit Mitte der 1920er Jahre trug zur folgenden Krise bei. Diese Subventionen erreichten 1927 weltweit ca. 391 Millionen Reichsmark. Für diesen Betrag hätte man weit mehr als 300 neue Frachtschiffe mit je 7.500 Tonnen Tragfähigkeit zum damaligen Preis von etwa 1,3 Millionen RM pro Schiff bauen können.[15] Nach dem Einbruch der Weltwirtschaft brachen die Importe in Europa ein; zugleich nahm die internationale Verbreitung von Schutzzöllen zu. So lag im Jahr 1932 weltweit Schiffsraum mit einem Volumen von 14,233 Millionen Bruttoregistertonnen auf, das waren 20,4 Prozent der Welthandelsflotte.[16] Die Frachtraten sanken um bis zu 40 %. Gleichzeitig wurde der Dampfantrieb durch den Dieselantrieb verdrängt; die Dampfschiffe wurden in die wenig lukrative Trampschifffahrt abgedrängt. Von 1927 bis 1937 hatte sich der Anteil der dieselgetriebenen Tonnage in Deutschland von ca. 10 auf ca. 22 % erhöht.[17] Diese Krise wurde in den meisten Ländern mit staatlichen Subventionen und Regulationsmaßnahmen bekämpft.
- die nach einer langen Phase des Wiederaufschwungs des Welthandels und der Hochkonjunktur plötzlich einbrechende Krise 1958/59 (seinerzeit als „Schifffahrtsflaute“ bezeichnet), in der Schiffe mit insgesamt 5 Millionen Tonnen Tragfähigkeit aufgelegt wurden, davon 60 % Tankschiffkapazität. Dafür waren vor allem der forcierte Neubau von Tankschiffen in Verbindung mit dem Wettlauf beim Bau immer größerer Einheiten[18] und das Sinken der Frachtraten ursächlich.[19] Auch machte sich der Neuaufbau der japanischen und deutschen sowie einer indischen und israelischen Handelsflotte seit den frühen 1950er Jahren bei den weltweiten Kapazitäten bemerkbar.
- die erste Ölkrise von Oktober 1973 bis etwa 1978, in der die Nachfrage nach Tankschiffen deutlich sank, die zuvor durch die Schließung des Suezkanals sprunghaft nach oben gegangen war. Dieser plötzliche Nachfrageinbruch führte zu einer Werftenkrise und u. a. zum Konkurs des norwegischen Großreeders Hilmar Reksten, der seine Schiffe nur kurzfristig verchartert hatte. Erst 1979 zogen die Frachtraten an und eine Neubauwelle setzte ein. Doch konnten deutsche Werften wenig davon profitieren; die Konkurrenz japanischer und südkoreanischer Werften hatte stark zugenommen und eine Neuausrichtung der deutschen Werften an veränderte Bedarfe war versäumt worden.
- die Krise von 1981 bis 1984, bei der nach der zweiten Ölpreisexplosion durch die Islamische Revolution im Iran (1979/80) der Welthandel einbrach und die Frachtraten für Öl und für trockene Massengüter wie Erz, Getreide und Kohle stark fielen. Dadurch wurden vor allem Supertanker, die mangels Nachfrage oft nur halb beladen waren, kaum noch benötigt.[20] Anfang 1983 lagen 12 % der Welthandelsflotte auf, davon allein 700 Schiffe griechischer Reeder. Die griechischen und norwegischen Reeder hatten die kurzfristige Vercharterung bevorzugt, weil sie auf steigende Frachtraten spekulierten. Bei Großtankern waren 20 % der Tonnage betroffen, bei Gastankern ca. 33 %. Jedoch lagen nur 23 Schiffe deutscher Reedereien (meist in der Geltinger Bucht) auf, da die deutschen Reeder im spekulativen Großtankergeschäft kaum und im Massengutgeschäft nur gering vertreten waren. Anfang 1983 wurden die Überkapazitäten der Welthandelsflotte auf 750 Supertanker mit je 250.000 Tonnen Tragfähigkeit geschätzt. Diese Überkapazitäten entsprachen fast der halben Tankerkapazität der gesamten Welt. 1982 gelangten die Abwrackwerften – damals vor allem in Taiwan und Südkorea – mit 25 Millionen Tonnen an ihre Kapazitätsgrenzen. Reeder gaben zwar statt der Tanker Massengutfrachter in Auftrag, weil sie auf eine Renaissance der Kohle setzte; doch ging auch der Kohle- und Erztransport durch den folgenden Einbruch der gesamten Wirtschaft zurück. Das Massengutsegment war noch in den Folgejahren stark betroffen, weil die Ablieferung der vielen Neubauten gerade erst eingesetzt hatte. Die Preise für Second-Hand-Schiffe erreichten in der Folge ein Rekordtief.[21] Von dieser Krise erholten sich viele Reedereien nicht mehr, da sie bereits in den späten 1980er Jahren – als sie die hohen Abschreibungen auf Tank- und Massengutfrachtschiffe noch nicht verkraftet hatten – den Bau moderner Containerschiffe wieder durch Kredite finanzieren mussten. Auch Tankerwerften wie die Bremer AG Weser (1983) wurden geschlossen. Die Netzwerke der maritimen Wirtschaft in Deutschland, die lange Zeit einen Stabilitätsfaktor darstellten, wurden aufgebrochen; traditionelle Märkte gingen verloren.[22]
- die aus den Folgen des Schwarzen Montag 1987 ergebende Krise von 1988, die den Kostendruck der z. T. hoch verschuldeten Reedereien weiter erhöhte. In der Folge kam es nach dem Fall des Eisernen Vorhangs zwar zu einem Aufschwung des Geschäfts, der jedoch den Werften nicht nutzte, da hierdurch Überkapazitäten im Schiffbau entstanden. Opfer dieser fortdauernden Werftenkrise war 1995 u. a. der Bremer Vulkan.
- die Asienkrise 1997/98.[23] Diese Schifffahrtskrise wies einige Besonderheiten auf: Selbst in der folgenden Boomphase von 1999/2000 fielen die Schiffspreise weiter. Die Boomphase hat mit dem Aufstieg der koreanischen Werften und dem Bau neuer Docks (durch Halla, Samsung, Hyundai Heavy Industries und die zu Hyundai gehörende weltgrößte Konversionswerft Hyundai Mipo) in den 1990er Jahren zu tun. Diese Entwicklung führte nach Angaben der EU-Kommission zu Dumpingangeboten, weil die Finanzierungskosten für die Kredite für Bau oder Umbau der Werften in den Schiffskalkulationen nicht eingepreist werden.

Wenn man die letzte, erst 2018 beendete Schifffahrtskrise infolge der globalen Finanz- und Handelskrise 2008/09 mitzählt, war fast jedes dritte der letzten 100 Jahre ein Krisenjahr für die Weltschifffahrt. Dabei sind die ökonomischen Auswirkungen der Weltkriege mit ihren hohen, meist nicht versicherten Schiffsverlusten noch nicht berücksichtigt.
In der Covid-19-Pandemie traten mit der Krise der Kreuzschifffahrt und der Störung maritimer Lieferketten neue Krisenformen in Erscheinung.

## Die globale Schifffahrtskrise 2008–2018
Vom Jahr 2000 bis zum Sommer 2008 waren die Frachtraten hoch. Insbesondere von 2003 bis 2005 stieg durch das starke Wirtschaftswachstum in China die Nachfrage nach Containertransportraum schneller als das Angebot; Mitte 2005 erreichten die Frachtraten ein historisches Hoch. Die Schifffahrtskrise begann im Sommer 2008 unter anderem als Folge der Weltwirtschaftskrise ab 2007. Sie hält mit einer kurzen Unterbrechung 2015 bis 2017 an und betraf viele Segmente der Handelsschifffahrt.

### Vorgeschichte der Krise
Nach dem Zweiten Weltkrieg und insbesondere seit den 1980er Jahren nahm das Welthandelsvolumen schnell zu, unter anderem bedingt durch
- starkes Wachstum der Weltbevölkerung (1960 3 Milliarden, 1975 4 Milliarden, 1987 5 Milliarden, 1999 6 Milliarden, 2011 7 Milliarden)
- Globalisierung der Produktionsketten
- rasante Verbreitung des Containertransports, der den Warenumschlag effizienter und billiger machte; u. a. sanken die Liegezeiten während der Be- und Entladung der Schiffe im Hafen deutlich. Viele Häfen erhielten spezielle Containerterminals.
- das Ende des Kalten Krieges (Fall der Mauer und des eisernen Vorhangs sowie der Zerfall der Sowjetunion 1989/1990): Ehemals abgeschottete osteuropäische Länder nehmen nun am Welthandel teil.
- schnelle Industrialisierung der Volksrepublik China und anderer Schwellenländer. 2010 war zum ersten Mal nicht Deutschland Exportweltmeister, sondern die VR China.

Als Folge dieser Entwicklung expandierten der Welthandel und der Anteil des Schiffstransports am Welthandel. Es kam zu einer spekulativen Überhitzung: Der Neubau von immer mehr und größeren Containerschiffen wurde ohne Eigenmittel und mit Schiffskrediten finanziert, um angesichts knapper Werftkapazitäten und langer Lieferzeiten eine schnelle Auslieferung zu erreichen. Die Frachtschiffe waren vor 2008 weitgehend ausgebucht bzw. wurden zu hohen Tagessätzen verchartert; für den Gütertransport wurden hohe Preise gefordert und auch bezahlt. Viele Schiffe fuhren mit hoher Geschwindigkeit, um die günstige Marktlage zu nutzen. Auch wurden viele Neubauten bei Werften in Auftrag gegeben. Viele Neubauten wurden überwiegend mit Krediten finanziert. Allen Beobachtern musste jedoch klar sein, dass bei einem Verfall der Frachtraten und der Schiffspreise – wie er in den Jahrzehnten vorher fast regelmäßig erfolgte – diese Kredite nicht mehr bedienbar und nicht mehr durch Sicherheiten gedeckt wären.

### Die Rolle der Schiffsfinanzierer und Schiffsfonds
Als größter Schiffsfinanzierer weltweit galt die HSH Nordbank; weitere große Banken in diesem Bereich waren die Nord/LB und die Commerzbank. Das Handelsblatt bezifferte in einem Artikel vom 1. Juni 2013 deren Kreditvolumina mit 27 Mrd., 18 Mrd. und 16 Mrd. Euro. Deutsche Banken hatten bis Februar 2013 Kredite in Höhe von über 100 Mrd. Euro zur Finanzierung von Schiffen vergeben.
Ein Schiffsfonds (auch Schiffsbeteiligung genannt) ist hingegen ein geschlossener Fonds, der das eingesammelte Kapital in den Bau und/oder den Erwerb von Seeschiffen investiert. Wie bei geschlossenen Fonds generell können Investoren/Anleger dem Fonds nur während des Platzierungszeitraumes beitreten. Die Schiffsfonds kaufen Handelsschiffe aus eingeworbenem Eigenkapital; wenn sie diese zu 100 % aus Eigenkapital kauften, waren sie von Fremdkapital (z. B. Bankkrediten) unabhängig. Nachdem das benötigte Eigenkapital eingeworben wurde, wird der Fonds geschlossen.
Die Aktivität der Schiffsfonds hat zum Überangebot an Schiffen beigetragen. Dies wurde durch Steuersparmodelle ermöglicht, in deren Rahmen Steuerpflichtige mit hohem Einkommensteuersatz Schiffsfonds kauften. Anleger wurden vor Vertragsabschluss über die Risiken dieser Anlageform nicht immer angemessen beraten, durch die sie zu Kommanditisten wurden, die kein Recht auf Festverzinsung oder einen festen Rückzahlungstermin ihrer Einlage haben, jedoch mit ihrer gesamten Einlage für Verluste haften. In Deutschland wurden (durch Einführung des § 15b EStG im Dezember 2005) geschlossene Fonds mit steuerlichen Anfangsverlusten (Steuerstundungsmodelle) praktisch abgeschafft.
Viele neu gebaute Fondsschiffe werden langfristig verchartert. Die Schiffe werden selten 'aufs Geratewohl' bzw. spekulativ gekauft, sondern in der Regel dann, wenn ein Eigentümer sie selbst bewirtschaften kann oder wenn er einen Mieter für das Schiff hat, der dieses langfristig und für einen dem Eigentümer angemessen erscheinenden Preis mietet. Die meisten deutschen Reedereien verchartern ihre Schiffe; damit ballen sich bei ihnen die Risiken sinkender Frachtraten und schwankender Auslastung. Im Zuge der Schifffahrtskrise kamen auch erfahrene und relativ solvente Charterer in finanzielle Schwierigkeiten. Der Schiffseigner steht in solchen Fällen vor der Frage, ob er auf Vertragserfüllung bestehen soll (mit dem Risiko, dass sein Mieter Insolvenz anmeldet) oder ob er ihm finanziell entgegenkommen will (z. B. Senkung der Charter-Raten und gleichzeitige Verlängerung des Chartervertrages; Senkung ohne Gegenleistung des Mieters; Stundung (über)fälliger Miete u. ä.).
Die FAZ schrieb im April 2013 zu der in der Schiffsbranche entstandenen Spekulationsblase:

„Der Reeder forderte die [in einer Internetkonferenz zusammen]geschalteten Anleger auf, Geld nachzuschießen und so einen Notverkauf der Frachter zu verhindern. Müssten die Schiffe losgeschlagen werden, hätte das womöglich den Totalverlust des angelegten Kapitals zur Folge. Tausende Anleger in Deutschland sehen sich mit ähnlichen Forderungen konfrontiert. Vor der Lehman-Pleite flossen teilweise mehr als 3,5 Milliarden Euro Anlegergeld im Jahr in geschlossene Schiffsfonds. Banken gaben allzu bereitwillig Kredite und befeuerten so einen Neubauboom, der in einem massiven Überangebot an Schiffstonnage mündete. Die daraus resultierende Pleitewelle hat nach Berechnungen der Deutschen Fondsresearch schon rund 170 Fondsschiffe in die Insolvenz getrieben.“

### Tonnage zum Beginn der Krise 2008
Das Tonnage-Angebot der Welthandelsflotte stieg im Laufe des Jahres 2008 um 6,8 % auf 1.153,3 Mio. dwt.
- Rohöltanker 36,3 % (418 Mio. dwt),
- Massengutschiffe (Bulker) 35,9 % (414,4 Mio. dwt),
- 4.639 Containerschiffe mit einem Anteil von 14,0 % (162 Mio. Tonnen dwt),
- Stückgutschiffe mit 9,3 % (106,8 Mio. t dwt).[31]  „dwt“ steht für dead weight tons (Gesamt-Tragfähigkeit eines Handelsschiffes).

| Schiffstyp        | Anzahl 1. Jan. 2008 | in Mio. dwt | Anzahl 1. Jan. 2009 | in Mio. dwt | Anzahl 1. Jan. 2010 | in Mio. dwt |
| ----------------- | ------------------- | ----------- | ------------------- | ----------- | ------------------- | ----------- |
| Rohöltanker       | 8693                | 399,8       | 9159                | 418         | 9740                | 452         |
| Chemikalientanker | 1345                | 9,3         | 1347                | 9,4         | 1331                | 8,5         |
| Flüssiggastanker  | 1318                | 30,2        | 1419                | 9,4         | 1331                | 8,5         |
| Massengutschiffe  | 7156                | 386,6       | 7481                | 414,4       | 7772                | 451,2       |
| Containerschiffe  | 4259                | 144,6       | 4639                | 161,9       | 4706                | 169,5       |
| Stückgutschiffe   | 17647               | 102,8       | 17949               | 106,9       | 17715               | 105,8       |
| Passagierschiffe  | 4135                | 6,2         | 4161                | 6,8         | 4195                | 6,4         |
| gesamt            | 44553               | 1079,5      | 46155               | 1153,3      | 46948               | 1234,2      |

Quelle:
Auch nach Beginn der Schifffahrtskrise wurden weiterhin Schiffe fertiggestellt (oder sogar in Auftrag gegeben); sie vergrößerten das Überangebot am Markt.
| Auswertung        | Zuwachs 2008 | in Mio. dwt | in dwt / Schiff | Zuwachs 2009 | in Mio. dwt | in dwt / Schiff |
| ----------------- | ------------ | ----------- | --------------- | ------------ | ----------- | --------------- |
| Rohöltanker       | 466          | 18,2        | 39.056          | 581          | 34          | 58.520          |
| Chemikalientanker | 2            | 0,1         | 50.000          | −16          | −0,8        | 50.000          |
| Flüssiggastanker  | 101          | 5,7         | 56.436          | 70           | 4,9         | 70.000          |
| Massengutschiffe  | 416          | 64,6        | 104.870         | 291          | 36,8        | 126.460         |
| Containerschiffe  | 380          | 17,3        | 45.526          | 67           | 7,6         | 113.433         |

1987 beschloss die IMO (Internationale Seeschifffahrts-Organisation, eine Organisation der UNO), dass jedes große Handelsschiff eine Schiffsnummer haben muss; seit etwa 2002 besteht die Auflage, die IMO-Nummer (physisch dauerhaft angebracht) außen am Schiffsrumpf und auch im Maschinenraum zu führen. Früher war durch Schiffs-Umbenennungen die weltweit existierende Tonnage nicht vollständig transparent; heute ist sie (auch dank Internet) öffentlich bekannt. IHS Fairplay veröffentlicht
- vierteljährlich (und eine Jahresübersicht) 'Globale Seehandels-Statistikberichte',[32]
- monatlich 'World Shipbuilding Statistics'
- jährlich 'World Fleet Statistics’ und 'World Casualty Statistics’ (casualties = Verluste).

### Ausbruch der Krise
Im Herbst 2007 platzte in den USA eine Immobilienblase, die sich zur Subprimekrise ausweitete. Weltweite Beachtung fand die Pleite von Lehman Brothers im September 2008. Im Herbst breitete sich die Bankenkrise auf die Realwirtschaft aus; in den meisten Industrieländern und Schwellenländern begann eine Rezession, die sich 2009 als erheblich herausstellen sollte.
Für 2008 verzeichnete man weltweit ein Wirtschaftswachstum von 1,7 %. Dieses war das schwächste seit 2001. Der Welthandel wuchs 2008 nur noch um 2,0 % (2007 = 6,0 %; Durchschnitt der 10 Jahre davor 5,7 %).
Seit Mitte 2008 veränderten sich dadurch Angebot und Nachfrage an Frachtkapazität: Ersteres stieg, letzteres sank zunächst deutlich und stieg erst seit etwa 2010 wieder, aber weniger stark als das Angebot. Daher gibt es bis heute (2017) Überkapazitäten auf den Markt, Fracht- und Charterraten bewegen sich meist auf einem niedrigen Niveau. Viele Schiffe können Zins und/oder Tilgung nicht mehr erwirtschaften.
Die Preise auch für moderne Gebrauchtschiffe sanken dadurch; es gab Notverkäufe und Verkäufe aus Insolvenzmassen. Während vor 2008 zwanzig oder fünfundzwanzig Jahre alte Schiffe verkauft und weitergenutzt wurden, wurden seitdem auch neuere Schiffe mangels Nachfrage oft verschrottet („Abwrackung“). Die Krise schlug 2009 voll auf den Schiffbaubranche durch; die Ablieferungen sanken stark. Das fand seinen Ausdruck in fallenden Preisen am Markt für Schiffsschrott: Mitte 2008 war ein Höchststand bei 650 US-Dollar/Tonne; Anfang 2009 lag er um 200 USD, im März 2010 betrug er um 400 USD.
2009 sank das weltweite Bruttoinlandsprodukt im Vergleich zum Vorjahr um 2,3 %. Die Industrienationen verzeichneten beim realen Bruttoinlandsprodukt einen Rückgang von 3,6 %, die EU um 4,1 %. Besonders von der Rezession betroffen waren exportorientierte Volkswirtschaften wie Deutschland und Japan. Gemessen in Preisen sank das Welthandelsvolumen um 23 %, in erster Linie eine Folge fallender Öl- und sonstiger Rohstoffpreise.
Die Einnahmen der Reedereien sanken erheblich. Allein Hapag-Lloyd verbuchte vom 1.1. bis zum 30. September 2009 350 Mio. Euro Verlust; im Sommer 2009 musste das Unternehmen eine Staatsbürgschaft beantragen; diese wurde im September 2009 bewilligt. Im September 2010 konnte Hapag-Lloyd die Bürgschaft zurückgeben.
Anfang Februar 2009 teilte Senator Lines mit, den Geschäftsbetrieb einzustellen.
Da die Ölpreise zugleich stark gesunken waren, mieteten Ölfirmen aufliegende Tanker an, um in ihnen Rohöl bis zu einer Preiserhöhung zwischenzulagern. Die angemieteten Kapazitäten wurden für 2009 auf über 100 Millionen Barrel geschätzt.
Ein Faktor milderte die Krise etwas ab: Die Frachtschiffe können durch Langsamfahren („Slow steaming“) ihren Kraftstoffverbrauch um bis zu 50 oder 60 % senken. Dieser Ersparnis stehen jedoch höhere Fixkosten (Heuer, Abschreibung, Finanzierungskosten durch erhöhte Kapitalbindung) pro Reise gegenüber. Jedoch ist mehr Tonnage in Umlauf, um das gleiche Frachtaufkommen zu bewältigen.

### Erholung des Marktes 2010–2011
Im Jahresvergleich mit 2009 konnte 2010 der stärkste Zuwachs des deutschen Außenhandels seit der Ölkrise 1973 verzeichnet werden, auch wenn auch Deutschland als langjähriger Exportweltmeister seinen Titel an China abgeben musste. Im Jahr 2011 überstieg der Wert der Ausfuhren Deutschlands erstmals 1.000 Mrd. Euro, der Wert der ein- und auch der ausgeführten Waren lag 2011 wieder über dem Vorkrisenniveau von 2008.
Der Jahresbericht der deutschen Marine 2011 vermeldete:

„Am 01. Januar 2011 umfasste die Welthandelsflotte 47.833 Einheiten über 300 BRZ mit einer Tragfähigkeit von 1.349 Mio. dwt […]. Im Vergleich zum Vorjahr stieg die Tonnage damit um 9,3 %. […] Im gleichen Zeitraum wurden 1.344 Schiffe mit einer Tonnage von 28,8 Mio. dwt abgewrackt. Die Anzahl der Neubestellungen lag bei 2.231 Schiffen mit einer Gesamttonnage von 144,4 Mio. dwt. […] Zu Beginn des Jahres 2011 hatte die Welthandelsflotte ein Durchschnittsalter von 17,5  Jahren. Im Verleich dazu war sie zu Beginn des Jahres 2006 noch fast zwei Jahr älter. Ein Grund dafür ist mit Sicherheit auch die Abwrackung der im Verlauf der letzten Jahre beschäftigungslosen älteren Tonnage.“

Die deutsche Handelsflotte wuchs jedoch 2010 weiter um 9,9 %. Die deutschen Reeder und Schifffahrtsgesellschaften bereederten am 31. Dezember 2010 nach Angaben des BSH (Bundesamt für Seeschifffahrt und Hydrographie) sowie des VDR 3.716 Handelsschiffe mit 83,66 Mio. BRZ und 112,88 Mio. dwt. Die von deutschen Reedern kontrollierte Containerschiff-Flotte umfasste zu Beginn des Jahres 2011 insgesamt 1.776 Containerschiffe über 1.000 BRZ mit 62,3 Mio. dwt (5,27 Mio. TEU; 32,1 % der weltweiten Containerkapazitäten).
Zum Weltschiffbau schrieb der Jahresbericht:

„Die Weltschiffbauproduktion erreichte 2010 mit 3.706 abgelieferten Schiffen und 51,2 Mio. cgt einen neuen Rekordstand, der das Vorjahresvolumen um rund 16 % übertraf. Aufgrund des massiven Kapazitätsausbaus haben Chinas Werften ihr industriepolitisches Ziel, bis 2015 weltweit führendes Schiffbauland zu werden, mit 18,8 Mio. cgt und einem Marktanteil von rund 36 % vorzeitig erreicht. Die mehr als 2.500 Neubaubestellungen mit 38,6 Mio. cgt stellten gegenüber 2009 eine deutliche Belebung um 133 % dar. Mit einem Anteil von 51 % dominierten die Massengutschiffe die weltweiten Bestellungen noch deutlicher als in den Vorjahren.“

In dieser Situation gab die Maersk Linie den Startschuss für eine weitere Steigerung des Verdrängungswettbewerbs im Seetransport. Trotz des Überangebots an Tonnage orderte Maersk 20 Neubauten sogenannter Mega-Liner auf koreanischen und chinesischen Werften, wo sie mithilfe staatlicher Subventionen konkurrenzlos billig gebaut werden. Mit den 400 Meter langen und 60 Meter breiten Schiffen mit Stellplätzen für 18000 20-Fuß-Container kann bis zur Hälfte der Kosten für Treibstoff und Personal eingespart werden. Bis 2016 wurden über 150 dieser Schiffe ausgeliefert und verdrängten kleinere Schiffe, die teils zum Schrottwert verkauft werden mussten.

### Der Rückzug der Banken aus der Schifffahrtsfinanzierung
Im ersten Halbjahr 2012 erreichte der Preis für Schweröl (= „Bunker“ = HFO) (also den Schiffs-Kraftstoff) neue Rekordhöhen von mehr als 720 US-Dollar pro Tonne. Der Durchschnittspreis einer deutschen Großreederei lag 2011 noch bei 605 USD/t Bunker und 2010 bei nur etwa 450 USD/t.
Mitte 2012 kündigte die Commerzbank an, keine neuen Kredite zur Schiffsfinanzierung mehr herauszureichen und sich schrittweise aus diesem Geschäftsfeld zurückzuziehen. Mitte 2012 hatte die Commerzbank Kredite für Schiffe bzw. Reedereien in Höhe von etwa 20 Mrd. Euro in ihren Büchern, was die Anforderungen an die Risikovorsorge erhöhte.
Für die Reeder bedeutete der Rückzug der Banken, die den „blinden Bestellwahn der Reeder munter mit Darlehen flankiert und befeuert“ hatten, aus der Schiffsfinanzierung auch das Aus für Überbrückungs-, Sanierungs- und Modernisierungkredite. Allenfalls auf Tilgungsstundungen ließen sich die Banken ein. So waren viele Reeder genötigt, die Schiffe zum Schrottpreis zu verkaufen.
Die Nord/LB stellte in ihre Bilanz für das Jahr 2012 598 Mio. Euro Risikovorsorge ein (2011: 197 Mio.).
Im Bericht zum 3. Quartal 2012 schrieb die Nord/LB u. a.:

„In den Schiffssegmenten hat sich die Lage im Verlauf des Jahres 2012 teilweise noch weiter verschlechtert.
Im Container-Segment stieg im September die Zahl der Auflieger, nachdem die sogenannte Peak Season in diesem Jahr weniger lang als erwartet war. Die Auslieferungen großvolumiger Schiffe treffen auf einen schwachen Markt und wirken sich negativ auf die Entwicklung der Raten aus. Die Frachtratenindizes gingen weiter zurück. Auch die entsprechenden Charterratenentwicklungen zeigten erneut Schwäche. Beispielsweise fiel der HARPEX im September auf 373 Punkte zurück, nachdem dieser Zeitcharterindex im Mai bereits einen Stand von 458 Punkten erreicht hatte.
Einem Nachfragewachstum von nur 5 Prozent stand 2012 ein Anstieg der Bulkcarrierflotte von ca. 9 Prozent gegenüber. So fiel der Baltic Dry Index auf einen Jahrestiefststand von 647 Punkten. Auch im Tankersegment wirkte sich die Abkühlung der Weltkonjunktur aus. Der Baltic Dirty Tanker Index, der die Entwicklung im Rohöltankermarkt spiegelt, erreichte im August seinen Tiefststand mit 604 Punkten. Das Tonnageangebot im Tanker-Segment wächst mit der Zahl der Auslieferungen unvermindert weiter (2012 ca. 446 Mio dwt), während die Nachfrageseite kaum Impulse erhielt (2012 ca. 346 Mio dwt).“

Im Februar 2012 wurde die Odense Staalskibsværft (Odense Steel Shipyard) geschlossen. 2006 bis 2008 hatte sie noch die acht je 14.770 TEU fassenden Containerschiffe der Emma-Mærsk-Klasse gebaut, die bis zur Indienststellung der CMA CGM Marco Polo im November 2012 die größten Schiffe ihrer Art waren. Auch große koreanische Werften konnten im Preiskampf um Standardschiffe gegen die chinesische Konkurrenz nicht mehr bestehen.
Im Februar 2013 skizzierte Andreas Dombret, Vorstandsmitglied der Deutschen Bundesbank, die Folgen der Krise für die Banken. Die Finanzierung immer größerer Schiffe und ein „Absturz der Frachtraten in ungeahnte Tiefen“ stelle ein beträchtliches Risiko für Banken dar. Ein Cocktail aus viel zu optimistischen Erwartungen und einer nicht tragfähigen Kreditaufnahme habe zur Krise in der Schifffahrt geführt. Bei der Schiffsfinanzierung handele es sich um ein beträchtliches regionales und sektorales Risiko im Bankensektor („Klumpenrisiko“).

„der nahezu ungebremste Anstieg von Kapazitäten [erschwert] die Lage weiter, da sich in Zeiten günstig verfügbarer finanzieller Mittel und optimistischer Erwartungen die Orderbücher der Werften auf der ganzen Welt gefüllt haben. Zusätzlich belastet, dass aus Kostengründen immer größere Schiffe geordert und die kleineren nach und nach verschrottet werden.“

Die Nord/LB stellte 2013 insgesamt 846 Mio. Euro für die Risikovorsorge ein (davon vermutlich den überwiegenden Teil für den Schiffsbereich); sie schloss das Gesamtjahr 2013 mit einem Vorsteuergewinn i.H.v. 161 Mio. Euro ab.
Am 22. April 2013 teilte die HSH Nordbank mit, dass sie gemeinsam mit der Navios-Gruppe, einem international tätigen Schifffahrtsunternehmen, einen neuartigen Finanzierungsansatz für insolvente oder stark insolvenzgefährdete Schiffe entwickelt hat.
In den ersten zehn Monaten des Jahres 2013 fuhren fast 100 Fondsschiffe in die Insolvenz. Laut Branchenexperten erwirtschafteten damals mehr als 1000 Frachter im Besitz von Fondsgesellschaften nicht genügend Geld, um die aufgenommenen Kredite zu bedienen. Das entsprach ungefähr einem Drittel der gesamten deutschen Handelsflotte. In vielen Fällen waren weder die Anleger noch die finanzierenden Banken bereit und/oder in der Lage, neues Kapital zuzuführen.
Nur bei den Massengutfrachtern stiegen 2013 die Frachtraten wieder stark an. Der Leitindex 'Baltic Dry' stieg von 700 Punkten auf 1400 Punkte zur Jahresmitte und auf über 2100 Punkte Ende September.
Bis 2014 hatte die Weltcontainerflotte ihre Kapazität im Vergleich zum letzten Vorkrisenjahr 2007 fast verdoppelt. Im Juli 2014 stellte PricewaterhouseCoopers (PwC) eine Studie zur Lage der Schifffahrt vor. Demnach war die Auslastung der Schiffe weiterhin völlig unbefriedigend. Die Erlöslage bleibe gerade in der Containerschifffahrt äußerst schwierig. Die Reedereien und andere Marktteilnehmer müssten alle Möglichkeiten zur Kostensenkung nutzen, um im Markt zu bleiben. Allein in der 46. Kalenderwoche fielen die Frachtraten für Containertransporte von Asien nach Europa um 20,5 Prozent. Bis zum Herbst 2014 wurde die Insolvenz von 450 geschlossenen Schiffsfonds mit einem Gesamtschaden von bis zu 10 Milliarden Euro während der letzten Jahre gemeldet. Gegen Ende des Jahres machten sich auch die sinkenden Frachtraten und das zurückgehende Volumen für Öl-, Erz- und andere Massenguttransporte infolge des Verfalls der Energie- und Rohstoffpreise negativ bemerkbar.

### Wachstumskrise der Schwellenländer 2015
Um die Jahreswende 2014/2015 begannen Rohstoffhandelsunternehmen wie Vitol und Trafigura und der Energiekonzern Shell wieder damit, Rohöl in älteren längerfristig angemieteten Großtankern zu bunkern, weil sie auf einen Wiederanstieg der Ölpreise spekulieren. Anfang Januar 2015 wurde geschätzt, dass schwimmende Lagerkapazitäten für 12 bis 15 Millionen Barrel angemietet waren. Diese Spekulation ging jedoch nicht auf; der Ölpreis sank im Sommer 2015 weiter. Auch die Frachtraten für Kohle, Eisenerz, Bauxit usw. (dry bulk carriers), die sich von 2002 bis 2010 fast verzehnfacht hatten, sanken Anfang 2015 auf den niedrigsten Stand seit den 1970er Jahren. Die Erweiterung des Sueskanals 2014/15 hatte kaum Einfluss auf die Schifffahrt, da er zuvor ohnehin nur zu 70 Prozent ausgelastet war. Das entsprach etwa der Auslastung der frühen 1950er Jahre.
Nachdem bis zum Frühjahr die Tonnage der aufliegenden kleinen und mittelgroßen Containerfrachter stark gesunken war und auch die Schiffsfinanzierung wieder in Gang gekommen war, wurde voreilig das Ende der Schiffahrtskrise angekündigt. Wachstumstreiber war der afrikanische Markt. Vor allem China importierte Rohstoffe und Agrargüter aus Afrika und baute dafür in verschiedenen afrikanischen Ländern Infrastrukturen auf.
Doch schon im Spätsommer 2015 zeichnete sich ein erneutes Absinken der Frachtraten im Zuge der krisenhaften Entwicklung der Rohstoff exportierenden und Schwellenländer ab. Der Containerumschlag des Hamburger Hafens, der mit 9,7 Millionen (TEU) bis 2014 noch nicht wieder das Niveau von 2007 erreicht hatte, litt besonders unter der Entwicklung in China, machte doch der Umschlag von und nach China im Jahr 2014 allein 2,97 Millionen TEU aus. Während Hamburgs Seehandel mit China im ersten Halbjahr um ca. 11 Prozent sank, ging der Seehandel mit Russland sogar um etwa 35 Prozent zurück. Insgesamt sank der Containerumschlag in dieser Zeit um ca. 7 Prozent, bezogen auf das ganze Jahr um 10 Prozent. Auch der Containerumschlag in Bremerhaven fiel 2015 um fast 4 Prozent.
Der Kooperations- und Fusionsdruck auf die Reedereien verstärkte sich. Die chilenische Compañía Sud Americana de Vapores und Hapag-Lloyd legten ihre Containerdienste nach der Westküste Südamerikas im Sommer 2015 zusammen. Verschiedene Dienste von Asien nach Europa wurden im Herbst 2015 eingestellt, um die Frachtraten zu stabilisieren. So legte Hapag-Lloyd von Herbst 2015 bis Januar 2016 23 Containerschiffe still.

### Konsolidierungsphase 2016–2018
Obwohl gegen Ende des Jahres 2015 für 2016 ein Anziehen der Weltkonjunktur und des Seehandels prognostiziert wurde, kam es im Verlauf des Frühjahrs nach kurzem Anstieg zu einem erneuten Verfall der Frachtraten, der den Fusions- und Kooperationsdruck auf die Reedereien weiter steigen ließ. Jede zeitlich begrenzte Aufwärtsentwicklung der Frachtraten wurde als Aufwärtstrend gedeutet und führte zu Neubestllungen. 2016, als immer neue Ultra Large Container Ships (ULCS) in den Markt kamen, zeichnete sich ab, dass die Krise chronisch werden würde. Experten schätzten, dass eine Überkapazität von 1500 Containerschiffen vom Markt verschwinden müssten. Auch die im Juni 2016 abgeschlossene Erweiterung des Panamakanals hatte Kapazitätseffekte durch den nun möglichen Einsatz größerer Einheiten. Infolge dieser Überkapazitäten stiegen die Abschreibungen auf Schiffe, die nicht mehr zu den erhofften Charterraten zum Einsatz kommen, erheblich an. So überstieg z. B. der Verlust von Rickmers Maritime in Singapur den gesamten Umsatz um fast die Hälfte. Teils reichten die aktuellen Schiffswerte nicht mehr als Sicherheiten für die Kredite aus, so dass die Banken zusätzliche Sicherheiten von Reedereien und Schiffsfonds verlangten. Viele Schiffe mussten daher auf Druck der Banken verkauft werden. Großreedereien, die zeitweise zusätzliche Schiffe chartern, gaben diese nach Inbetriebnahme der kostengünstigere zu betreibenden größeren Containerschiffe zurück und erhöhten so den Druck auf kleinere Reedereien, die von der Vercharterung ihrer Schiffe leben.
Mit einer Schuldenlast von 5 Milliarden US-Dollar musste im September 2016 die südkoreanische Reederei Hanjin, eine der größten Reedereien der Welt, Insolvenz anmelden und Gläubigerschutz beantragen. Viele beladene Containerfrachter von Hanjin konnten Häfen nicht anlaufen, weil die Hafenverwaltungen befürchteten, dass die Hafenkosten nicht beglichen werden könnten. Das betraf auch von Hanjin gecharterte Schiffe. Zwar bewirkte die Insolvenz von Hanjin, dass vorübergehend Schiffe nicht am Markt waren. Doch mussten die meisten anderen Reedereien trotz steigender Marktanteile 2016 Gewinneinbrüche im Containergeschäft verzeichnen.
Anfang Dezember 2016 wurden Verhandlungen über eine Übernahme der Hamburg Süd durch Møller-Mærsk bekannt gegeben. Im Oktober beschlossen auch die drei größten japanischen Containerreedereien NYK, MOL und „K“-Line, ihre Containeraktivitäten zusammenzulegen und ab Juli 2017 in einem gemeinsamen Unternehmen unter einem neuen Namen zu betreiben. Damit würde die sechstgrößte Schifffahrtslinie der Welt entstehen.
Im Laufe des Jahres gingen die Aufträge für Neubauten stark zurück. Die größte Werft der Welt, Mitsubishi Heavy Industries, kündigte im Mai 2016 an, die Belegschaft um 10 Prozent zu reduzieren und Anlagevermögen im Wert von einer Milliarde US-Dollar zu verkaufen.
Im Sommer 2016 brach die Bremer Landesbank unter dem Druck nicht bedienter Schiffskredite zusammen, was für das Land Bremen Verluste in dreistelliger Millionenhöhe verursachte. Auch andere Schiffs- und Transportfinanzierer wie die DVB Bank und die Nord/LB gerieten im zweiten Halbjahr durch Problemkredite erneut massiv unter Druck. Vor allem die Verluste der HSH Nordbank, für die die Staatsgarantien bereits 2013 wieder auf zehn Milliarden Euro ausgeweitet worden waren, werden Ende 2016 auf 16 oder sogar 20 Milliarden Euro geschätzt, für die die Bundesländer Hamburg und Schleswig-Holstein einstehen müssen.
Die Nord/LB reagierte im Jahre 2016 auf die nochmalige Verschärfung der globalen Schiffskrise mit einer massiven Aufstockung ihrer Risikovorsorge und wies erstmals seit 2009 einen Verlust aus (fast zwei Milliarden Euro). Die DVB Bank hatte per Ende März 2017 mehr als 11 Milliarden Euro an die Schiffsbranche und über 2 Milliarden für die Finanzierung von Ölplattformen und dafür nötige Versorgungs- und Spezialschiffe ausgeliehen. Viele Reedereie konnten die Kredite nicht zurückzahlen, so dass die Bank 2017 mit einem Verlust vor Steuern von 863 Mio. € abschloss.
So gingen auch die Großreedereien (von denen es in Deutschland nur noch eine gibt) mit negativen Aussichten in das Jahr 2017. Die Krise von 2008 bis 2016 galt mittlerweile als die längste und schwerste der Branche seit der Gründerkrise 1873. Der Konsolidierungsprozess der Reedereien setzte sich fort: Die weltweit viertgrößte Containerreederei COSCO Shipping kauft ihre kleinere Rivalin Orient Overseas Container Line (OOCL) aus Hongkong für umgerechnet 5,5 Milliarden Euro. Im März 2017 verkaufte die Dr. Oetker-Gruppe die Hamburg Süd für 4,7 Milliarden Euro an die dänische Maersk Line. Die Rickmers Holding ging mit 114 zu vermietenden und 39 selbst bereederten Schiffen im Juni 2017 in die Insolvenz, da kaum noch Schiffe gechartert werden und die HSH Nordbank ein Sanierungskonzept zurückwies.
Von den weltweit führenden 20 Containerreedereien vor Beginn der Krise waren durch den Verdrängungswettbewerb bis 2018 fast die Hälfte verschwunden. Das HWWI und die Berenberg Bank erwarten einen Bedeutungsverlust der Containerschifffahrt im Zuge des Auslaufens des Trends zur Globalisierung der Wertschöpfungsketten.
Ende 2018 galt die Krise im Allgemeinen als beendet. Doch waren mit 2359 Schiffen mit deutschen Eignern mehr als ein Drittel weniger als im Jahr 2011 mit 3784 Schiffen unterwegs. Zudem hatten sich Deutsche Banken und Schiffsfinanzierer weitestgehend aus dem Markt zurückgezogen und Schiffe unter Wert verkauft. Neue Kapitalgeber kommen meist aus dem Ausland, wodurch die Standortbindung deutscher Reedereien weiterhin unter Druck stand.

## Erholung und Corona-Boom 2019–2022
Im Sommer 2019 stiegen die Fracht- und Charterraten in der Containerschifffahrt vor allem für große Schiffe. Wegen der Knappheit großer Schiffe wichen die Charterer zum Teil auf kleinere Einheiten aus. Ab 2000 TEU herrschte praktisch Vollbeschäftigung. Ebenso stieg die Nachfrage nach neuen Containerschiffen. Allein die Evergreen Line gab 65 neue Schiffe in Auftrag, die CMA CGM 28 und die Yang Ming Line 24. Mit entscheidend dafür waren die niedrigen Zinsen und damit die geringen Schiffsfinanzierungskosten, aber auch die Tatsache, dass Taiwan und damit Evergreen und Yang Ming vom Handelsstreit der USA mit China profitierten. Hinzu kam eine vorübergehende Verknappung von Schiffsraum nicht nur in der Container- sondern auch in der Bulkschifffahrt, weil zur Vorbereitung auf die ab 1. Januar 2020 geltenden neuen Brennstoffvorschriften der International Maritime Organization (IMO) viele Schiffe in die Werften geschickt werden, um Abgasreinigungsanlagen (Scrubber) nachzurüsten. Damit können auch weiterhin billigere stärker schwefelhaltige Brennstoffe genutzt werden. Auch die Charternachfrage nach Tankern stieg wegen der Iran-Krise. Doch brachen im letzten Quartal 2019 die Frachtraten für Massengüter erneut ein.
Zur Erholung trug bei, dass Ende 2019 Schiffe mit einer Kapazität von nur zehn Prozent der Weltflotte in den Auftragsbüchern der Werften standen, während es 2009 50 Prozent waren. 2019 wurden etwa 80 Prozent aller Güter weltweit auf dem Seeweg befördert. Etwa 60 Prozent des gesamten Seehandels entfielen auf den globalen Containerhandel, der 2019 einen Wert von rund 14 Billionen US-Dollar hatte.
Während der COVID-19-Krise seit März 2020 sank das Frachtaufkommen zunächst erneut. Im Mai 2020 waren weltweit mehr als 11 Prozent aller Containerschiffe kurzfristig stillgelegt. Als die Regierungen der USA und der EU jedoch Billionen von Dollar in Form von Konjunkturprogrammen freigaben, explodierte die Nachfrage nach Containern auf den Routen von Asien in den Westen. Dazu trug insbesondere der Boom des Online-Handels bei, der größtenteils mit Produkten „made in China“ handelte. Der plötzliche Zugriff auf alle Kapazitäten machte die Containerschifffahrt zu einem der größten Kostenfaktoren im internationalen Handel. Die Hafen-zu-Hafen-Spotraten, zum Beispiel von Shanghai nach Los Angeles, stiegen laut Drewry Supply Chain Advisors von etwa 1.500 USD pro 40-Fuß-Container vor der WHO-Pandemie Anfang 2020 auf 4.000 USD im September 2020 und auf 9.631 USD in der Woche zum 8. Juli 2021, was einen Anstieg von über 600 % gegenüber Anfang 2020 ausmacht. In der Spitze wurden Spotraten zwischen China und der US-Westküste von 15.000 USD und von Shanghai nach Rotterdam von über 14.000 USD berichtet. Verspätungen hätten im August 2021 12,5 Prozent der Schiffskapazitäten lahmgelegt, was 3,1 Millionen TEU entspricht, also einer Flotte, die größer ist als die von CMA CGM oder COSCO.

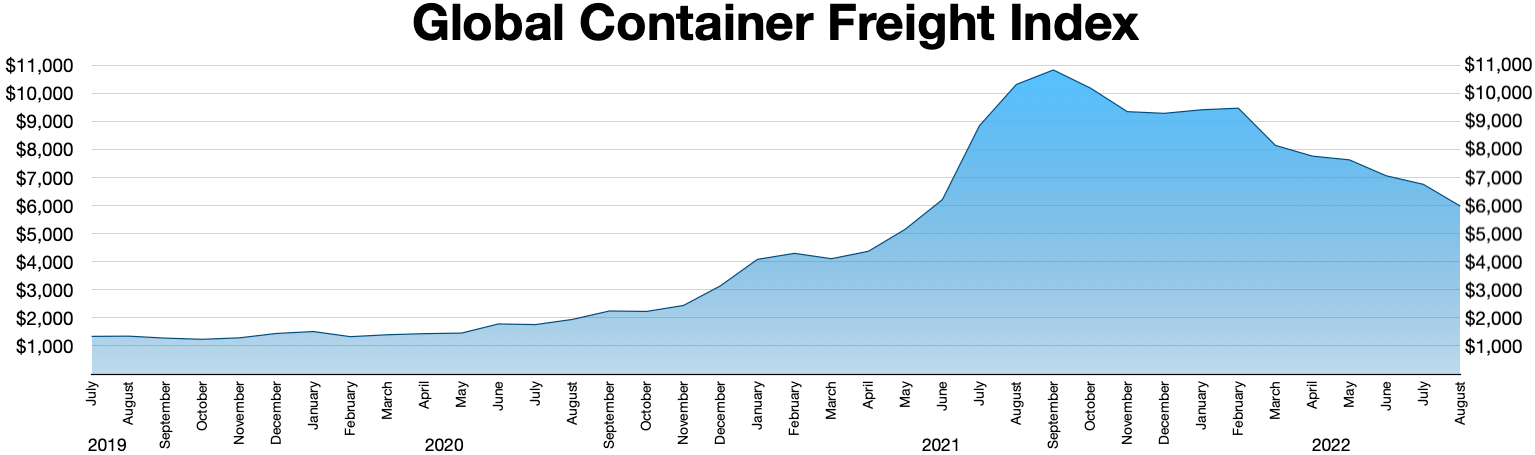
Der Global Container Freight Index zeigt die explosive Entwicklung der Frachtraten seit August 2021

Zwar gingen die Transportkosten seit Herbst 2021 wegen des Rückgangs der Frachtmengen leicht zurück. Jedoch verschärfte sich im Frühjahr 2022 die Angebotsituation durch den Russisch-Ukrainischen Krieg und durch einen Lockdown in Chinas größtem Hafen Shanghai. Typisch für die daraus resultierende Produktionseinschränkungen (durch Corona), Sanktionen oder Liefer- und Ausfuhrbeschränkungen (Russland, Ukraine) ist, dass die Reedereien trotz des Rückgangs der Frachtmengen gut verdienen, während Zulieferer und Handel die gestiegenen Beschaffungspreise kaum weitergeben können bzw. die Waren nicht rechtzeitig erhalten oder überhaupt nicht mehr lieferfähig sind. Das führt zu Mehrfachbestellungen des Handels und der Industrie, Schiffsumleitungen, verlängerten Transportzeiten und überlasteten Häfen. Die Effekte dieser Störungen pflanzen sich über die Hierarchien des Handels und der Zulieferunternehmen in fast alle Branchen fort.

## Erneuter Verfall der Frachtraten seit 2023
Die Situation änderte sich zu Beginn des Jahres 2023. Seither kamen zahlreiche neue Schiffseinheiten auf den Markt, während zugleich die Zahl der beförderten Container insbesondere auf der Route China–USA sank. Das erzeugte einen erheblichen Druck auf die Frachtraten weltweit. Aber auch die deutschen Häfen waren stark betroffen. Ursachen sind vor allem der Rückgang der Importe aus China, die Sanktionen gegen Russland und die schwache Konjunktur in Deutschland. Im ersten Halbjahr 2023 wurden in Hamburg mit 3,8 Millionen (TEU) 11,7 Prozent weniger Container umgeschlagen. Die Häfen in Bremen und Bremerhaven schlugen sogar gut 15 Prozent weniger Container um. Die Häfen Rotterdam und Antwerpen waren von geringeren Rückgängen betroffen.

## Statistik

### Indizes zur Messung der Charterraten und Frachtraten
Die Vereinigung Hamburger und Bremer Schiffsmakler e. V. ermittelt und veröffentlicht seit dem 11. Oktober 2007 den ConTex Index (Container Ship Time Charter Assessment Index), um Charterraten (in US-Dollar) für Containerschiffe abzubilden. Derartige Indizes erhöhen die Markttransparenz. Im Mai 2010 wurde der Index erweitert und differenziert; seitdem heißt er New ConTex Index. Der Index startete mit 1000 Punkten; er fiel von Juli 2009 bis Februar 2010 unter 250. Im April 2011 pendelte er um 700, am 23. Oktober 2014 lag er bei 373 mit sinkender Tendenz. Dies zeigt die Volatilität der abgebildeten Charterraten.
Weitere Indizes für Frachtraten im Containerverkehr sind der Howe Robinson Container Index (HRCI, London), der HARPEX und der World Container Index von Drewry London.
Der RWI/ISL-Containerumschlag-Index (RWI = Rheinisch-Westfälisches Institut für Wirtschaftsforschung; ISL = Institut für Seeverkehrswirtschaft und Logistik) ist ein saisonbereinigter Index, der Containerumschlag-Mengen abbildet. In ihn fließen Angaben zum Containerumschlag in derzeit 73 internationalen Häfen ein, die rund 60 % des weltweiten Containerumschlags tätigen.
Für Flüssigprodukte und Schüttgut gibt es den Baltic Clean Tanker Index, den Baltic Dirty Tanker Index und den Baltic Dry Index. Der Baltic Dry Index fiel 2015 nach explosionsartigen Anstiegen 2004–2008, 2010–2011 und 2013–2014 im Februar 2016 auf ein 28-Jahres-Tief von 291 (Dezember 2013: 2330). Im Fall dieses Index drückte sich der Rückgang der Erwartungen an das Wirtschaftswachstum der Schwellenländer und die Skepsis hinsichtlich einer weiteren Verlagerung von Produktionen in Niedriglohnländer und der damit verbundenen Ausweitung des Welthandels aus.

### Statistische Besonderheiten
Seit vielen Jahren weisen Statistiken aus, dass der Welthandel stärker wächst als z. B. das addierte Bruttoinlandsprodukt der Länder. Das ist teilweise auf einen nicht zu quantifizierenden Mehrfach-Zähl-Effekt zurückzuführen: Viele Produktions- und Lieferketten sind stärker globalisiert als früher. Komponenten werden in verschiedenen Ländern hergestellt; während des Produktionsprozesses passieren z. B. Halbfertigprodukte mitunter mehrfach Staatsgrenzen, bevor sie ihren endgültigen Bestimmungsort erreichen. Die Warenhandelsstatistiken erfassen den Wert von Gütern bei jedem Überschreiten einer Landesgrenze. Wird aus diesen Daten dann der Wert für den Welthandel ermittelt, kommt es zu Mehrfachzählungen. Deren Umfang ist kaum zu erfassen, da entsprechende Daten nur schwer zugänglich sind.
Wenn man Mengen und Werte der Importe und Exporte Deutschlands in Überseeländer ermitteln möchte, wäre dies einfach, wenn sie ausschließlich über deutsche Seehäfen erfolgen würden. Tatsächlich aber wird ein erheblicher Anteil des deutschen Außenhandelsvolumens in ausländischen Seehäfen (z. B. Marseille/Erdölhafen Lavera, Hafen Genua oder Hafen Rotterdam) bewältigt; es wird per Straße, Schiene, Binnenschiff oder Pipeline von bzw. nach Deutschland transportiert.